# Focke-Wulf Fw 187 Falke
Le Focke-Wulf Fw 187 Falke (Faucon) était un chasseur allemand développé vers la fin des années 1930. Il fut conçu par Kurt Tank comme un chasseur bimoteur à hautes performances, bien que la Luftwaffe n'ait jamais vu l'utilité d'un chasseur à mi chemin entre le Messerschmitt Bf 109 et le Messerschmitt Bf 110. Les derniers prototypes furent adaptés en version biplace pour concurrencer les Bf 110 dans leur rôle de Zerstörer (chasseur destroyer), mais seulement neuf unités seront construites. 

## Conception et développement

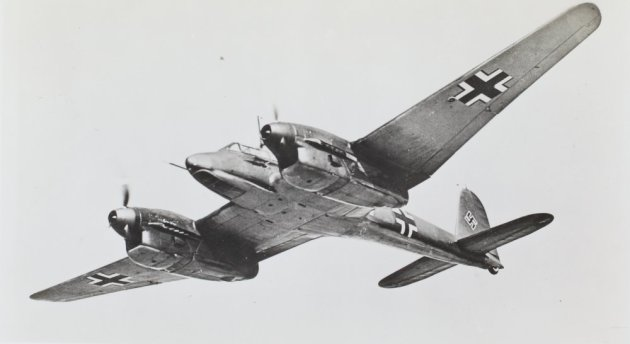
FW 187 Falke

Dans la deuxième moitié des années 1930, les avancées technologiques sur la conception des fuselages dépassaient largement celles des moteurs d'avions. Ce qui a amené les concepteurs d'avion à utiliser des structures bimoteurs. Ainsi durant les Air Races européenne, le Dornier Do 17 surclassa tous les monomoteurs. C'est en s'appuyant sur ce concept que les Allemands eurent l'idée du Schnellbomber, c'est-à-dire un bombardier avec un large avantage de vitesse, ce qui lui permettrait de ne pas se faire inquiéter par les chasseurs défensifs ennemis. Bien que durant cette période, la supériorité des chasseurs bimoteurs fut de courte durée, toutes les armées de l'air développèrent leur modèle tels que les Lockheed P-38 Lightning, Grumman G-34, Westland Whirlwind et Focke-Wulf Fw 187. 
En 1935, Kurt Tank émit l'idée de créer un chasseur monoplace à grand rayon d'action, pour une société privée sous contrat avec Focke-Wulf. Le concept n'était pas de construire un chasseur destroyer comme le Messerschmitt Bf 110, mais de donner un rayon d'action élargi à chasseur monoplace. Propulsé par les nouveaux moteurs Daimler-Benz DB 600 de 680 ch chacun, le Fw 187 dépassait les 525 km/h. Son design fut dévoilé en 1936, durant une exposition à Berlin-Schönefeld des nouvelles armes, prototypes et projets de la société Henschel, face à un grand nombre de dignitaires nazis, Hitler compris. Cependant le Reichsluftfahrtministerium (RLM) rejeta le projet car le Messerschmitt Bf 110 de conception comparable coûtait deux fois moins. De plus, la nécessité d'un long rayon d'action pour un chasseur ne fut pas prise au sérieux, à la période où le besoin d'escorter les bombardiers ne se faisait pas sentir : The bomber will always get through (Les bombardiers passeront toujours), citation de Stanley Baldwin, 1932.  

### Prototypes
Tank donna ses travaux directement à Wolfram von Richthofen, ingénieur en chef  de la Techischen Amt, section recherche et développement du RLM. Richtofen, n'étant pas convaincu de l'invulnérabilité du bombardier face aux intercepteurs ennemis, donna son feu vert pour la construction de trois exemplaires, mais à la condition de remplacer les moteurs Daimler-Benz DB 600 d'origine par des Junkers Jumo 210, moins performants mais disponibles.
R. Blaser fut assigné à la conception des détails. Afin d'améliorer les performances du Faucon face à son principal concurrent, le Bf 110, le fuselage devait être le plus petit possible. Si petit, qu'il n'y avait pas assez de place sur le tableau de bord pour tous les instruments, les jauges de moteurs ont donc été montées en face de ceux-ci, sur les côtés du cockpit. Les nacelles-moteurs étaient relativement normales, accueillant le moteur et le train d'atterrissage escamotable. Cependant, les radiateurs placés devant les moteurs étaient rétractables à grande vitesse, quand moins de surface frontale était nécessaire pour le même résultat. Le train était totalement rétractable et fuselé, ce qui évita des recherches supplémentaires pour réduire le phénomène de traînée. La poutrelle centrale reliant les deux ailes passe sous le siège du pilote. Suivant le design d'avant-guerre, l'arrière du fuselage est remonté, bloquant de fait le champ de vision du pilote, mais une canopée en bulle permet d'ouvrir ce champ de vision sur le devant et l'arrière de 15° environ. Bien que le cockpit soit situé bien en avant, une petite fenêtre fut aménagée sous le nez de l'appareil pour améliorer la vision à l'atterrissage.
Le premier prototype, Fw 187 V1 immatriculé D-AANA, vola pour la première fois en mai 1937, piloté par Hans Sander. Durant les tests, bien que motorisé avec des moteurs Jumo moins performants, l'appareil affiche 523 km/h au compteur. Il est plus rapide de 80 km/h que le monomoteur Messerschmitt Bf 109B utilisant le même moteur, alors qu'il pèse deux fois plus lourd, et son rayon d'action est également double de celui du Bf 109. Les membres du RLM prétendent que ces résultats proviennent d'instruments faussés, des tests supplémentaires leurs prouvèrent le contraire, en prouvant de plus que le Faucon pouvait plonger et monter deux fois plus vite que n'importe quel chasseur monomoteur.
À la suite des tests, plusieurs améliorations furent apportées, incluant des nouvelles hélices DVL à la place des Junkers-Hamilton originelles et l'abandon des roues jumelées expérimentales. Blaser fut préoccupé par le "flottement" du gouvernail de direction à grande vitesse, causé par un poids trop léger de l'appareil. Il fit les corrections, préférant le contrôle à une vitesse élevée. Un second prototype suivit, avec des radiateurs fixes à la place des radiateurs escamotables, une roulette de queue semi-rétractable, et une dérive plus profilée. Les moteurs furent aussi changés pour des Jumos 210GG, avec des injecteurs directs allouant une poussée plus faible que prévu. En conséquence, des nouveaux injecteurs furent installés pour pallier le problème. Le Fw 187 V2 était prêt pour les tests en été 1937, mais s'écrasa à l'atterrissage à la suite de la rupture de son train d'atterrissage. Le V1 quant à lui, connut une fin similaire, à la suite d'un passage à grande vitesse au-dessus de l'usine de Brême, le pilote Paul Bauer s'écrasa en perdant le contrôle de l'appareil.

### Prototypes biplace
En 1936, Ernst Udet remplaça Von Richtofen et bien qu'il fût un des principaux partisans des chasseurs monoplans à grande vitesse, il restait sceptique sur la manœuvrabilité d'un chasseur bimoteur. Néanmoins, il sentit que les performances de cet appareil faisaient de lui un bon remplaçant du Messerschmitt Bf 110 dans le rôle de chasseur destroyer. Avant même que le prototype V1 ait volé, Tank reçut l'ordre de concevoir une variante biplace dans ce but. Et cela bien que le poste du deuxième membre d'équipage soit marginal. Les deux premiers prototypes étant bien avancés dans leur construction, il se servit du troisième comme plateforme pour ses tests. Blaser adapta le fuselage en l'allongeant un peu, ce qui modifia le centre de gravité de l'appareil, obligeant le concepteur à revoir les nacelles moteurs plus en avant. Un nouveau cockpit doté d'une verrière plus longue permettait d'accueillir les deux membres d'équipage, et en raison de la ligne élevée du fuselage arrière, il n'y avait pas la place de mettre un quelconque armement défensif, ce qui relègue le deuxième membre à la seule fonction d'opérateur radio. L'armement offensif fut optimisé en remplaçant les deux MG 17 de 7,92 mm par deux canons MG FF de 20 mm. 
Le Fw 187 V3, immatriculé D-ORHP, vola au printemps 1938 mais fut endommagé durant les tout  premiers vols, à la suite d'un atterrissage d'urgence causé par un moteur en feu. Il fut rapidement réparé et remis en service. Les deux prototypes biplace V4 (D-OSNP) et V5 (D-OTGN) suivirent en été et automne 1938. Équipés de moteurs Jumo 210G, ils se révélèrent moins performants que prévu et ne furent pas retenus pour remplacer le Bf 110. 
Le prototype final, Fw 187 V6 (D-CINY), subit encore plus de modifications, notamment en recevant des moteurs DB 600A de 1 000 ch chacun, et un système de refroidissement plus aérodynamique. Ces premiers tests en vol, en 1939, laissèrent entrevoir de sérieux problèmes de refroidissement (malheureusement fréquent pour les appareils utilisant ce système, comme le Heinkel He 100) et des problèmes de déformations du fuselage. Néanmoins, lors de tests soigneusement encadrés en octobre 1939, le V6 atteignit 634 km/h en vol horizontal, faisant de lui le chasseur le plus rapide de l'Allemagne nazie.

## Production
Une petite production de trois Fw 187 A-0 se fit à l'été 1939, fondée sur le prototype V3 et utilisant des moteurs Jumo 210G. La Luftwaffe, déclarant que sans armement défensif le Faucon ne pourrait remplir le rôle de chasseur destroyer, rejeta le projet. Les deux prototypes biplaces furent retournés après tests à l'usine de Focke-Wulf de Rechlin. Ils furent testés durant l'hiver 1942-43 en que chasseur de nuit, mais l'essai se révéla infructueux du fait du manque de place dans le cockpit pour l'installation d'un radar. Après ce nouvel échec, les prototypes furent cédés à Junkers pour la conception de leur bombardier en piqué, le Junkers Ju 187. 
Kurt Tank a néanmoins dirigé des projets issus directement du fuselage de base du Fw 187 : bombardier en piqué, chasseur de nuit, chasseur bombardier, chasseur de haute altitude entre autres. Il a testé une multitude de moteurs, incluant les Daimler-Benz DB 601, DB 605 et le BMW 801. Le Focke-Wulf Ta 154 Moskito résulte de ces conditions émises par le RLM pour un chasseur lourd bimoteur, mais se fondant sur une construction en bois comme le De Havilland DH.98 Mosquito. À cause des nouveaux matériaux utilisés, Tank ne put utiliser son Fw 187 et conçut un tout nouvel appareil. Les derniers Faucon survivants servirent de base de tests pour ce projet.

## Engagements
Un Industrie-Schutzstaffel comportant trois Fw 187 A-0 pilotés par les pilotes d'essai de Focke-Wulf, participa à la défense de l'usine de Brême. Bien qu'il y ait eu des réclamations de victoires par ce groupe, il semble que cela releva plutôt de la propagande. 
Ces trois appareils furent testés de manière officieuse sur le front de Norvège, où les pilotes les préfèrent de loin aux Bf 110. Mais quand la nouvelle s'ébruite, les avions sont immédiatement rappelés en Allemagne et le RLM enterre un projet qui était prometteur. Ils sont renvoyés à Focke-Wulf, où ils serviront de nouveau pour la défense de l'usine. Un Fw 187 fut cependant envoyé à l'école aérienne de tir de Vaerlose au Danemark en 1942.

## Avions comparables
- Messerschmitt Bf 110
- Arado Ar 240
- Messerschmitt Me 210
- Focke-Wulf Ta 154 Moskito
- Gloster F.9/37
- Westland Whirlwind
- Fokker G.I